# Nicolò Simone
Nicolò Simone (Dervio, 4 dicembre 1931 – Dervio, 9 gennaio 2022) è stato un canottiere italiano.

## Biografia
Attivo nel canottaggio fin dal 1947 con l'allenatore Pietro Galli, formò con Erio Bettega un equipaggio nel due senza per la Redaelli Dervio.
Ottennero medaglie sia a livello nazionale sia a livello internazionale tra il 1950 e il 1951; nel 1952 era prevista la loro partecipazione ai Giochi della XV Olimpiade a Helsinki, ma una malattia di Bettega la rese impossibile.
È stato presidente della sezione Lombardia dell'Associazione Nazionale Atleti Olimpici e Azzurri d'Italia.

## Palmarès
| Anno | Manifestazione          | Sede   | Evento    | Risultato | Prestazione | Note |
| ---- | ----------------------- | ------ | --------- | --------- | ----------- | ---- |
| 1950 | Campionati europei      | Milano | Due senza | Argento   |             |      |
| 1951 | Giochi del Mediterraneo | Egitto | Otto      | Oro       | 6'43"0      |      |

## Campionati nazionali
1950
- Oro ai Campionati nazionali italiani di canottaggio, due senza juniores - Redaelli Dervio 7'42"2[4]
- Oro ai Campionati nazionali italiani di canottaggio, due senza seniores - Redaelli Dervio 7'40"2[4]

1951
- Oro ai Campionati nazionali italiani di canottaggio, due senza - Redaelli Dervio 7'46"20